# Павел 183
Паша 183 (P183; наст. имя — Па́вел Алекса́ндрович Пу́хов; 11 августа 1983, Москва — 1 апреля 2013, там же) — российский художник, работавший в области граффити, стрит-арта, уличной инсталляции, живописи.

## Биография
Павел Пухов, более известный под псевдонимом P183 (или Павел 183), родился 11 августа 1983 года в Москве. Получил образование в области дизайна, но никогда не использовал методы, которыми овладел во время учёбы. Работал системным администратором, дизайнером, реставратором, художником-постановщиком.
В 2005 году Паша 183 снял авторский фильм «Сказка про Алёнку 2005».
Когда-то я снял фильм «Сказка про Алёнку 2005», где шоколадка «Алёнка» является неким образом современного ребёнка. Каждый человек с детства вынужден учиться себя продавать, так построена жизнь в современном мире. Каждый из нас, как «Алёнка», продаётся вопреки своей воле. Но всё же, Алёнка в моем понимании самый светлый человечек на земле, вечно наивный и вечно бескорыстный. – Паша 183
В 2008 году Паша 183 создал работу «Алёнка», одну из самых цитируемых работ в истории российского уличного искусства. Она была сделана на дорожных плитах на заброшенной стройке национального парка «Лосиный остров» в пригороде Москвы. С годами работа сильно выцветала и была испорчена вандалами. После смерти художника было принято решение вывезти огромную плиту весом 4,5 тонны в Музей уличного искусства. При содействии администрации «Национального парка „Лосиный остров“» удалось вывезти и доставить «Алёнку» в Петербург на территорию Музея, где она в течение всего летнего сезона выставляется для широкой публики.
Также Паша 183 известен как создатель декораций в стиле стрит-арта к зонг-опере «TODD», поставленной по идее Горшка в 2012 году(см. ниже).
В 2012 году в рамках фестиваля «Арт-овраг» в городе Выксе создал монументальную работу «Сказка о потерянном времени». Работа стала самой масштабной в биографии художника. Через несколько лет из-за строительных работ роспись была утрачена. Но в 2020 году работу восстановили по оригинальным эскизам художника.
Паша 183 получил мировую известность в январе 2012 года благодаря британским СМИ, опубликовавшим материалы о нём. The Guardian сравнила Пашу 183 с известным английским уличным художником Бэнкси. В свою очередь, друзья Паши 183 назвали Бэнкси «английским Пашей».
Скончался на 30-м году жизни 1 апреля 2013 года в Москве. Причины смерти не опубликованы. Предположительно, он умер от остановки сердца, а также есть сведения, что его смерть не носила насильственный характер. Похоронен на кладбище «Ракитки» в Новой Москве.

## Выставки
- В январе-феврале 2013 года в мэрии французского города Ле-Кремлен-Бисетр состоялась совместная выставка живописных работ уличных художников P183 и Nebay в рамках фестиваля RussenKo[фр.][6].
- С 6 марта по 25 мая 2014 года прошла первая персональная выставка Паши 183 в ММОМА, организованная его близкими и друзьями в память о художнике.
- С 27 июня по 31 августа 2014 года прошла персональная выставка Паши 183 во Владивостоке в Центре современного искусства «Заря»[7].
- Работа «Стены не спят» находится на постоянной экспозиции в Музее уличного искусства[8].

## Работа в театре
В 2012 году P183 принял участие в создании зонг-оперы «TODD» совместно с группой «Король и Шут». Мюзикл, придуманный Михаилом Горшенёвым (Горшком), был впервые показан 6 ноября 2012 года в московском Театре киноактёра. Павлом были разрисованы декорации, создающие своеобразную хоррор-атмосферу. В частности, среди сделанных рисунков — различные «хулиганские» надписи, тянущиеся к небу призраки и огромный череп.
Можно сказать, что эта работа является одной из наиболее знаковых, обратив на P183 внимание со стороны театрального и музыкального сообществ. Кроме того, она стала своего рода памятником ушедшему (так же, как и Горшок) через год после премьеры художнику — постановка была возобновлена в 2014 году и продолжается до сих пор.

## Память
- Бэнкси вскоре после смерти Павла посвятил его памяти работу «P183 R.I.P.»[11].
- В память о Паше 183, 11 августа 2013 года, нижегородский художник Никита Nomerz презентовал документальный фильм «Паша 183»[12]. Показ фильма состоялся в десятках городов России, а позже был представлен в Лондоне и Осло.
- В память Павла группой художников была оформлена мемориальная стена на «Винзаводе».
- Группа 25/17 совместно с Константином Кинчевым и лидером группы «FPG» Пухом, записала песню «Девятибально», посвящённую Паше 183.

### Документальные фильмы
- 2005 — «Сказка про Алёнку 2005» (режиссёр Паша 183)
- 2013 — «Паша 183»[12] (режиссёр Никита Nomerz)

## Галерея
- «Сказка о потерянном времени»
- «Мадонна с младенцем»